# Вилла «Мария»
Вилла «Мария» (дача В. Г. Швединовой) — здание постройки 1902 года, расположенная в посёлке Алупка Большой Ялты, по адресу улица Ленина, 42 (сейчас — здание школы № 2), практически полностью утратившее исторический облик.

## Описание
Трёхэтажное прямоугольное в плане каменное здание было построено в специфическом дачном архитектурном стиле, совмещающем в себе элементы «татарского стиля» и европейской эклектики, сложившемся на южном берегу к концу XIX — началу XX века. Главный фасад, выходивший на восток, в сторону Алупки, по сторонам от центрального входа был украшен симметричными балконами, поддерживаемыми квадратными деревянными столбами, с резными деревянными ограждениями. Трёхуровневая деревянная лоджия с каменной лестницей, ведущей с улицы на второй этаж, была устроена в центре южного фасада. Оконные проёмы, обрамлённые простыми сандриками, на главном фасаде имели прямоугольную форму, на южном — полуциркульную, крыша ограждалась парапетом из балясин. Два балкона, аналогичные балконам восточного фасада, были устроены на уровне третьего этажа западного фасада

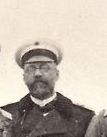
Сергей Константинович Хитрово, около 1915 г.
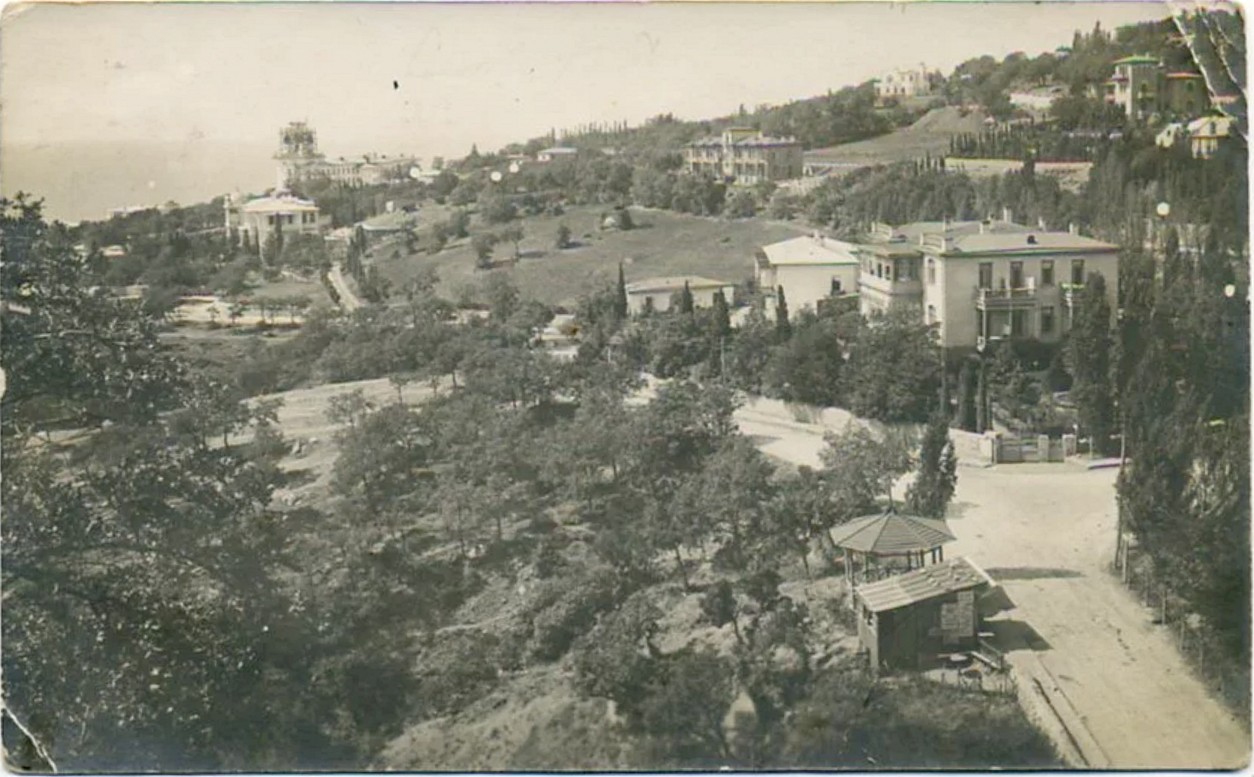
Юго-западная часть Алупки, на переднем плане вилла Мария, 1912 г.

## История
Каменное трёхэтажное здание на восточной окраине исторического дачного посёлка Алупка-Сара, судя по имеющимся сведениям, построено по проекту неизвестного архитектора в 1902 году камергером Сергеем Константиновичем Хитрово (13.11.1865—8.06.1931). Здание строилось, как пансион, считается, что название «Мария» дано в честь младшей дочери Сергея Константиновича Марии, 1899 года рождения. Причина, по которой Хитрово решили продать пансион неизвестна. По одной версии он был куплен самой Верой Григорьевной Швединовой. По другой здание, для открытия филиала противотуберкулёзного санатория, купил для Веры Григорьевны её муж — как и супруга, земский врач и, что наиболее вероятно, пансион купил отец Швединовой, ялтинский галантерейщик «иудейского вероисповедания», с 1871 года — поставщик Высочайшего двора Григорий Григорьевич Фарбштейн. Григорий Григорьевич был богатым человеком и, к тому времени, уже владел гостиницей в Ялте по адресу Почтовый переулок, 5 (ныне Черноморский переулок, на её месте построен концертный зал Юбилейный). 
Гостиница была известна тем, что в ней с 17 июля по 9 августа 1889 года жил А. П. Чехов и написал повесть «Скучная история». В 1912 году в пансионе было открыто отделение детского противотуберкулезного санатория им. Боброва, которое функционировало до 1921 года. Как известно из заявления Швединовой в республиканский Исполком от 16 января 1925 года, ремонтных работ в здании не осуществлялось, к 1921 году оно заметно обветшало и в том же году, на основании приказа председателя Революционного комитета Крыма были изъяты «из частного владения как разных ведомств, так и частных лиц все имения Южного берега Крыма в районе от Судака до Севастополя включительно» и передавались в ведение специально созданного Управления Южсовхоза здание было национализировано. В 1922 году пансион вернули владелице, в 1923 году на вилле «Мария» сделали ремонт, а, по всей видимости в 1924 году, здание окончательно перешло в собственность Алупкинского поселкового совета. В предвоенные годы (точная дата пока не установлена) в бывшем пансионе организовали общеобразовательную восьмилетнюю школу. Есть сведения, что здание сильно пострадало в годы войны и затем восстанавливалось, но другими историческими документами это пока не подтверждается. В 1980 году был произведён капитальный ремонт, здание почти полностью перестроено, сделана масштабная пристройка, в результате чего памятник практически полностью утратил исторический облик.
Вилла «Мария», по заключению экспертов, является выявленным объектом культурного наследия. Ведётся работа по включению её в «Единый государственный реестр объектов культурного наследия», как «яркого образца „средовой“ застройки, сформировавшей уникальный культурный ландшафт Южного берега Крыма начала XX века». Рекламирующийся гостевой дом «Вилла Мария Хитрово» является новоделом, построенным частично на территории бывшей усадьбы.